# 田作

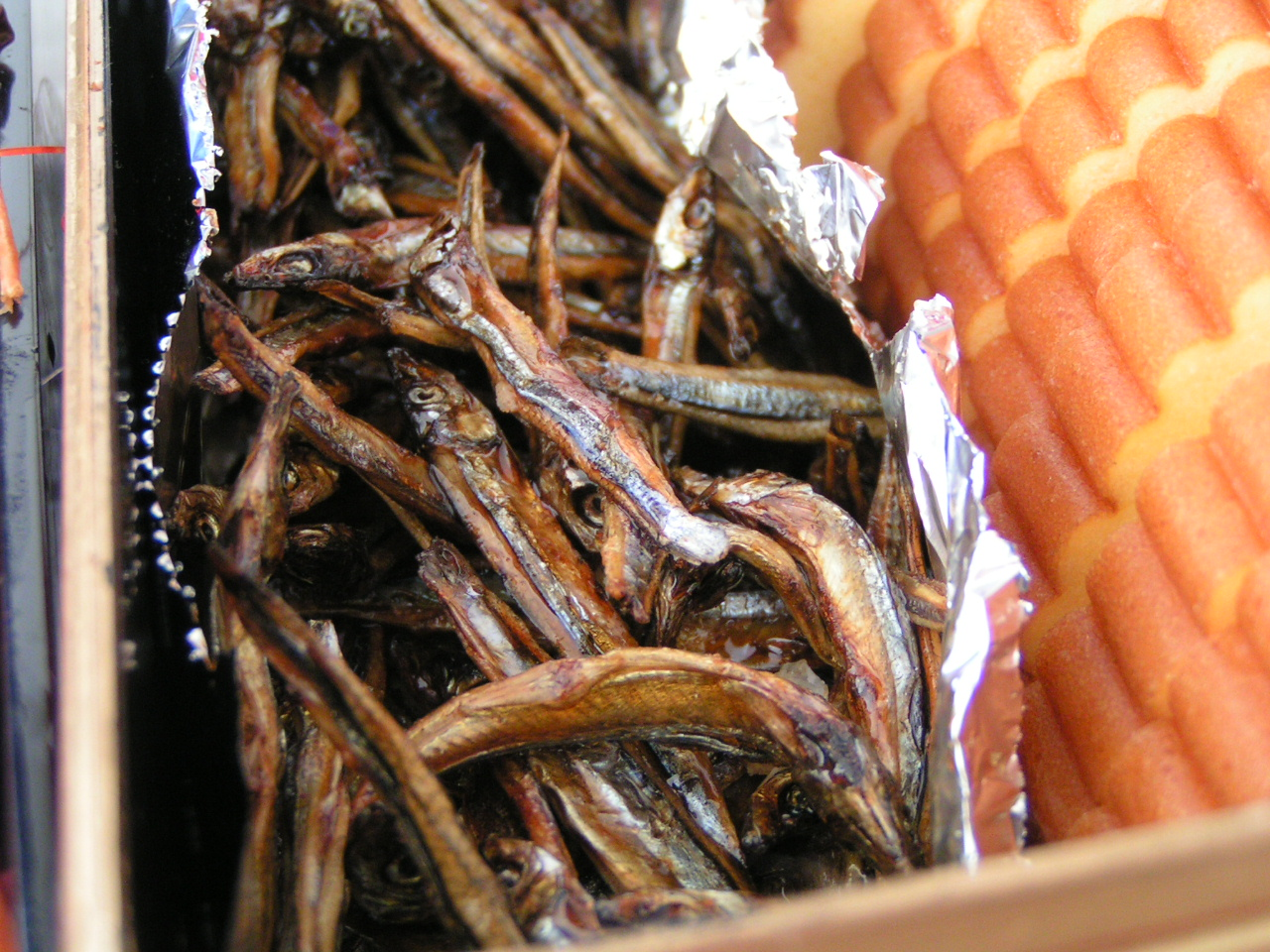
おせち料理のごまめ

田作、または田作り（たづくり、たつくり）は、カタクチイワシの幼魚の乾燥品、およびそれを調理した料理。別名、ごまめ（鱓、五万米、五真米、古女）、ことのばら。正月のおせち料理、祝い肴として欠かせないものの一つである。

## 概要
乾燥させた小さいカタクチイワシを乾煎りし、冷ましてから、醤油、みりん、砂糖、赤唐辛子少量を煮詰めた液を絡めてつくる。
健全を意味する「まめ」の字が入ること、豊作を祈念する祝い肴であることから、京都御所において年始の儀式用に用いられたことが、正月祝いや祝儀としてのはじまりとされる。田植祝い（さなぶり）でも豊作を祈念し食べられた。

## 語源
田作りという名称は、干したイワシ（主にカタクチイワシ）を「干鰯（ほしか）」と称して、田畑の高級肥料（金肥）として使われていた事に由来し、豊作を願って食べられた。
別名のごまめの語源は「細群」（こまむれ）だが、祝い肴であることから「五万米」「五真米」の文字があてられたとする説、目がゴマのように黒いことからごまめの名がついたとする説、豊穣を祈ったことから「五万米」と名付けられ、転訛したとする説などがある。
ごまめという単語を使ったことわざとして、ごまめの歯ぎしりがある。実力の無い者が、無闇に悔しがったりジタバタとすることの例えである。